# Покровка (Куреїнська сільська рада)
Покро́вка (рос. Покровка) — присілок у складі Макушинського округу Курганської області, Росія. 
Населення — 22 особи (2010, 75 у 2002).
Національний склад станом на 2002 рік:
- росіяни — 79 %